# Пиеве д'Олми
Пиѐве дО̀лми (на италиански: Pieve d'Olmi, на местен диалект: la Pièef, ла Пиееф) е село и община в Северна Италия, провинция Кремона, регион Ломбардия. Разположено е на 36 m надморска височина. Населението на общината е 1291 души (към 2017 г.).